# Downsizing
Downsizing är en amerikansk science fiction komedi film från 2017, skriven och regisserad av Alexander Payne med Jim Taylor som medförfattare. I filmen medverkar Matt Damon, Christoph Waltz, Hong Chau och Kristen Wiig, med svensken Rolf Lassgård i sin första medverkan i en Hollywood-film.
Filmen hade världspremiär på Filmfestivalen i Venedig den 30 augusti 2017. Den hade biopremiär i USA den 22 december 2017 och i Sverige den 19 januari 2018.

## Handling
Filmen utspelar sig i en nära framtid där norska uppfinnare lyckas skapa en teknik som kan krympa människor till en dryg decimeters längd. I. Paul Safranek (Matt Damon) och hans hustru Audrey (Kristen Wiig), som lever i ett stressigt liv, bestämmer sig för att krympa sig själva för att leva i ett bättre och lättsamt liv tillsammans. Men när Audrey backar ur i sista minuten blir Paul tvungen att finna ett nytt ändamål i sitt nya liv.

## Rollista
| - Matt Damon – Paul Safranek - Christoph Waltz – Dusan Mirkovic - Hong Chau – Ngoc Lan Tran - Kristen Wiig – Audrey Safranek - Rolf Lassgård – Dr. Jorgen Asbjørnsen - Ingjerd Egeberg – Anne-Helene Asbjørnsen - Udo Kier – Joris Konrad - Søren Pilmark – Dr. Andreas Jacobsen - Jason Sudeikis – Dave Johnson - Maribeth Monroe – Carol Johnson | - James Van Der Beek – narkosläkare - Neil Patrick Harris – Jeff Lonowski - Laura Dern – Laura Lonowski - Niecy Nash – Leisureland Salesperson - Margo Martindale – kvinna på buss - Donna Lynne Champlin – Leisureland Administrator - Don Lake – Leisureland Guide Matt - Brigette Lundy-Paine – Dusans flickvän - Joaquim de Almeida – Conference Director Dr. Pereira - Margareta Pettersson - Solveig Edvardsen |

## Mottagande
Downsizing möttes av blandade recensioner av kritiker. Filmen hyllades för skådespeleriet, särskilt av Hong Chau, och för dess premiss, men kritiserades för sitt bristande utnyttjning av olika möjligheter kring handlingen. På Rotten Tomatoes har filmen ett medelbetyg på 51%, baserad på 247 recensioner, och ett genomsnittsbetyg på 5,7 av 10. På Metacritic har filmen genomsnittsbetyget 63 av 100, baserad på 48 recensioner.